# Картама
Картама (ісп. Cártama) — муніципалітет в Іспанії, у складі автономної спільноти Андалусія, у провінції Малага. Населення — 22 173 особи (2010).
Муніципалітет розташований на відстані близько 420 км на південь від Мадрида, 20 км на захід від Малаги.
На території муніципалітету розташовані такі населені пункти: (дані про населення за 2010 рік)
- Картама: 7116 осіб
- Касапальма: 541 особа
- Комендадор: 216 осіб
- Донья-Ана: 227 осіб
- Естасьйон: 11813 осіб
- Фаала: 434 особи
- Хібральгалія: 402 особи
- Пераль: 50 осіб
- Сауседілья: 34 особи
- Єсерас: 97 осіб
- Ель-Сексмо: 1243 особи

## Демографія
Динаміка населення (INE ):

## Галерея зображень

Розташування муніципалітету у провінції Малага
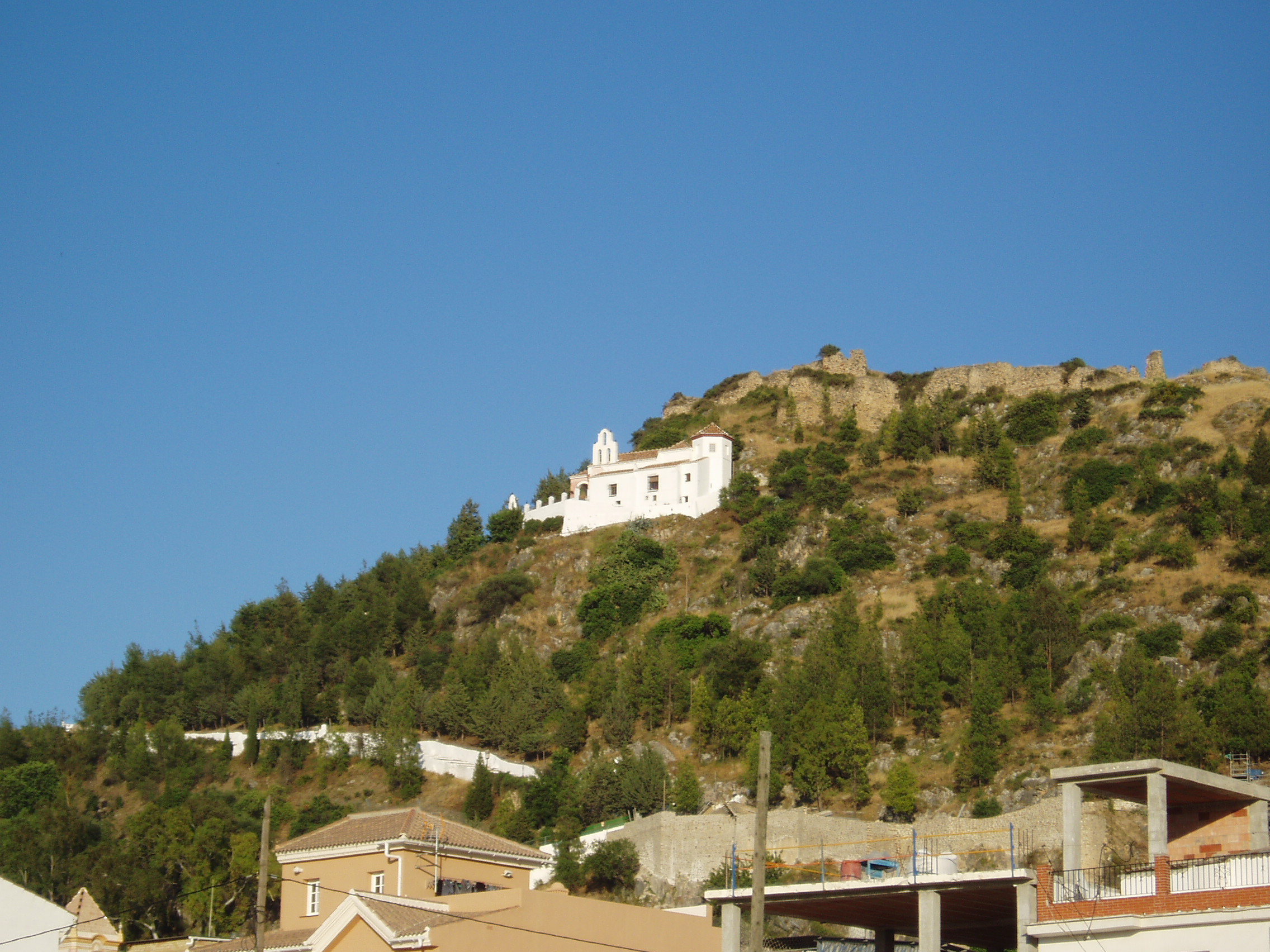
Каплиця у Картамі